# Armatocereus rupicola
Armatocereus rupicola ist eine Pflanzenart in der Gattung Armatocereus aus der Familie der Kakteengewächse (Cactaceae). Das Artepitheton rupicola leitet sich von den lateinischen Worten rupes für ‚Felsen‘ oder ‚Klippe‘ und -cola für ‚bewohnend‘ ab und verweist auf das Vorkommen der Art zwischen Felsen.

## Beschreibung
Armatocereus rupicola wächst baumförmig und erreicht Wuchshöhen von 4 bis 5 Meter. Die verzweigten, aufrechten, steifen, grünen bis graugrünen Triebe sind in 25 bis 40 Zentimeter lange Segmente gegliedert. Es sind sechs bis acht Rippen vorhanden. Die geraden Dornen sind schwarz oder dunkelgrau. Die vier bis acht Mitteldornen weisen eine Länge von 0,3 bis 2 Zentimeter auf. Die zehn bis zwölf nadelförmigen Randdornen sind heller und 2 bis 6 Millimeter lang.
Die  weißen Blüten erscheinen an den Triebspitzen und sind 8,5 Zentimeter lang.

## Verbreitung und Systematik
Armatocereus rupicola ist in der peruanischen Region Cajamarca verbreitet.
Die Erstbeschreibung erfolgte 1981 durch Friedrich Ritter. Die Art ist nur ungenügend bekannt. Sie könnte mit Armatocereus mataranus identisch sein.

## Nachweise